# Harry Voigt
Pour les articles homonymes, voir Voigt.
Harry-Carl Voigt (né le 15 juin 1913 à Berlin et décédé le 29 octobre 1986 à Barver) est un athlète allemand spécialiste du sprint. Il est le beau-frère de Erwin Blask.

## Biographie

### Palmarès
| Date | Compétition           | Lieu   | Résultat | Performance  |
| ---- | --------------------- | ------ | -------- | ------------ |
| 1934 | Championnats d'Europe | Turin  | 1er      | 3 min 14 s 1 |
| 1936 | Jeux olympiques d'été | Berlin | 3e       | 3 min 11 s 8 |

### Records
| Épreuve    | Performance | Lieu | Date |
| ---------- | ----------- | ---- | ---- |
| 400 mètres | 48 s 0      |      | 1933 |